# Asedio de Osoppo (1848)
El asedio de Osoppo  fue parte de la primera guerra de independencia italiana, comenzó después de que el ejército austríaco ocupara la margen derecha del río Tagliamento el 26 de abril de 1848, y se hiciesen con el control de las localidades de Trasaghis y Preone.

## Antecedentes
En 1848 la Primavera de los Pueblos estallaron en numerosas ciudades de Italia así como en el mismo Imperio austriaco y en sus lugares de influencia.
Venecia declaró la República de San Marco y se escindió de Austria unilateralmente tras conocer las noticia que llegaban desde Viena. Se reunificó con el Reino de Cerdeña que había declarado la guerra a Austria junto a los Estados Papales y el Reino de las Dos Sicilias. 
Pocos días después, el ejército piamontés cruzó a Lombardía el 24 de marzo de 1848, con el comandante austríaco, el mariscal de campo Radetzky. Dos días antes, Daniele Manin ingresó al Arsenal de Venecia con "una serie de venecianos de espíritu público", en un desafío directo al dominio austríaco.

## La batalla
Cuando Údine cayó el 22 de abril de 1848, Licurgo Zannini llegó a Osoppo precedido por el coronel Giovanni Battista Cavedalis y un nutrido grupo de voluntarios con una batería de campaña. En mayo, Cavedalis nombró a Zannini subcomandante del destacamento con el grado de teniente coronel. Zannini asumió el mando de la fortaleza que contaba con una guarnición de 400 hombres a los que se sumaron otros tras la caída de Pontebba y Palmanova. La guarnición, por otro lado, estaba bien equipada; tenía un perímetro de 1800 metros y tenía veintiocho cañones, pero solo recibieron suministros durante quince días. Además las tropas austriacas impedían trabajar la tierra, quemaban el heno ya recogido y quemaron los campos de alrededor de la ciudad. 

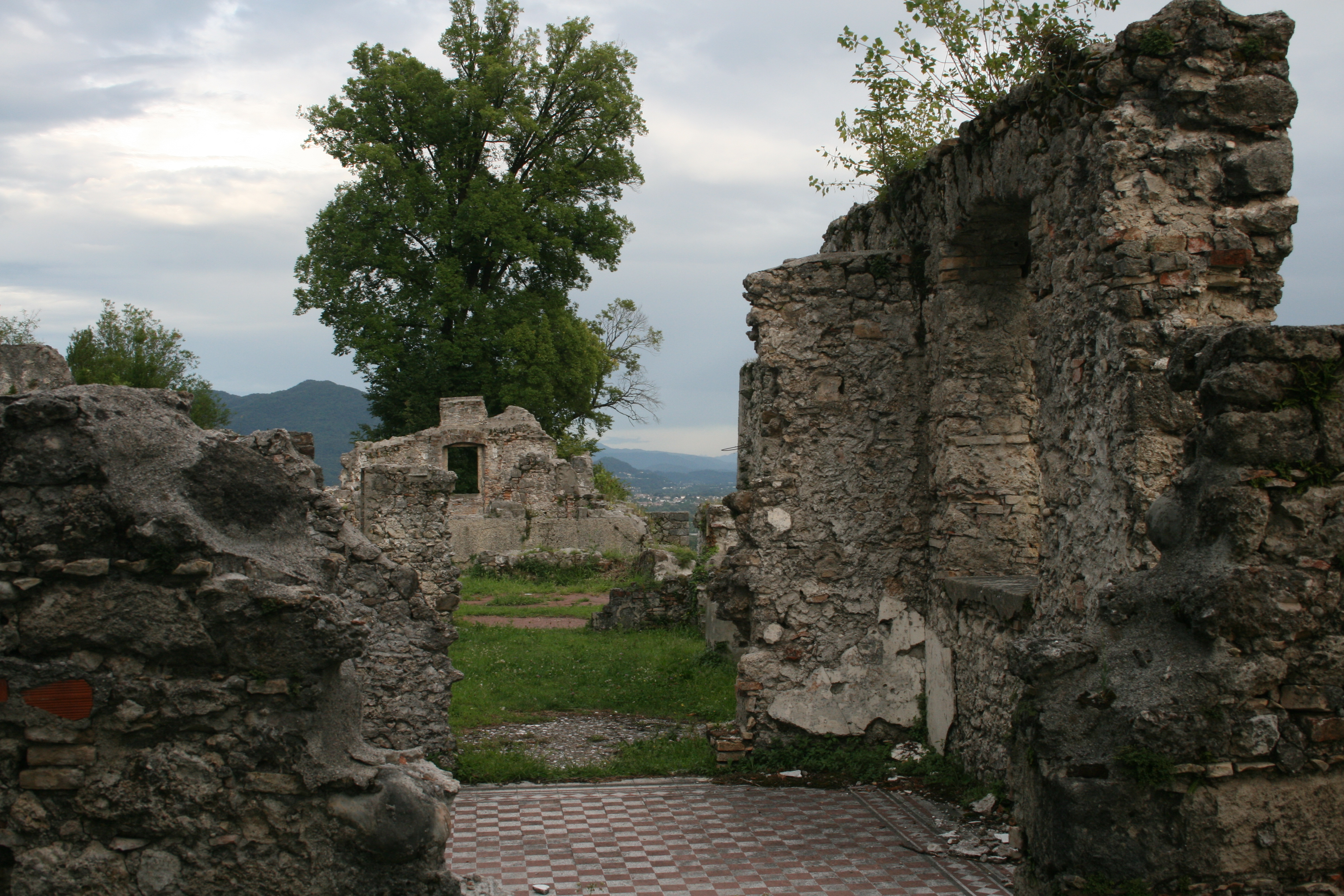
Ruinas de la Fortaleza.

El 13 de junio las tropas de Zannini realizaron una incursión contra el batallón de infantería croata. En respuesta el alto mando austriaco tomó represalias contra la población a la que quitó todo el alimento obligándolos a comer sémola y las hierbas del campo. En la fortaleza muchos voluntarios, de los que Zannini escribió que eran <<hombres más acostumbrados al uso de la azada que al rifle pero con un carácter indomable y una fe inquebrantable en Italia>>,  acusaban al comandante de excesivo rigor e ineptitud para el mando. A pesar de ello, siguieron cumpliendo con su deber, repeliendo los frecuentes y violentos ataques de los austriacos, realizando incursiones contra los puestos de tropas enemigas más cercanas y consiguiendo un mínimo de alimentos gracias a los contrabandistas
A las numerosas solicitudes de rendición por parte de Austria, Zannini siempre respondió que resistiría hasta que Venecia se lo ordenara. Sin embargo, el bombardeo de la fortaleza entre los días ocho y nueve de octubre le hicieron aceptar la capitulación mientras el párroco de Osoppo acudía al campamento austríaco para discutir las condiciones de la rendición. Zannini también prohibió disparar artillería contra una columna austríaca para evitar más represalias contra la población. Esta decisión desató la ira de los soldados que aún estaban dispuestos a defender la fortaleza. 
La mañana del 12 de octubre, el teniente coronel Zannini decidió capitular. Concedido con el honor de las armas a la guarnición, los soldados italianos quedaron libres para volver a sus hogares.